# Старі Наймани
Старі Найма́ни (рос. Старые Найманы, ерз. Ташто Найман веле) — село у складі Беликоберезниківського району Мордовії, Росія. Адміністративний центр Старонайманського сільського поселення.

## Населення
Населення — 541 особа (2010; 674 у 2002).
Національний склад (станом на 2002 рік):
- ерзяни — 96 %